# Mário Tomé

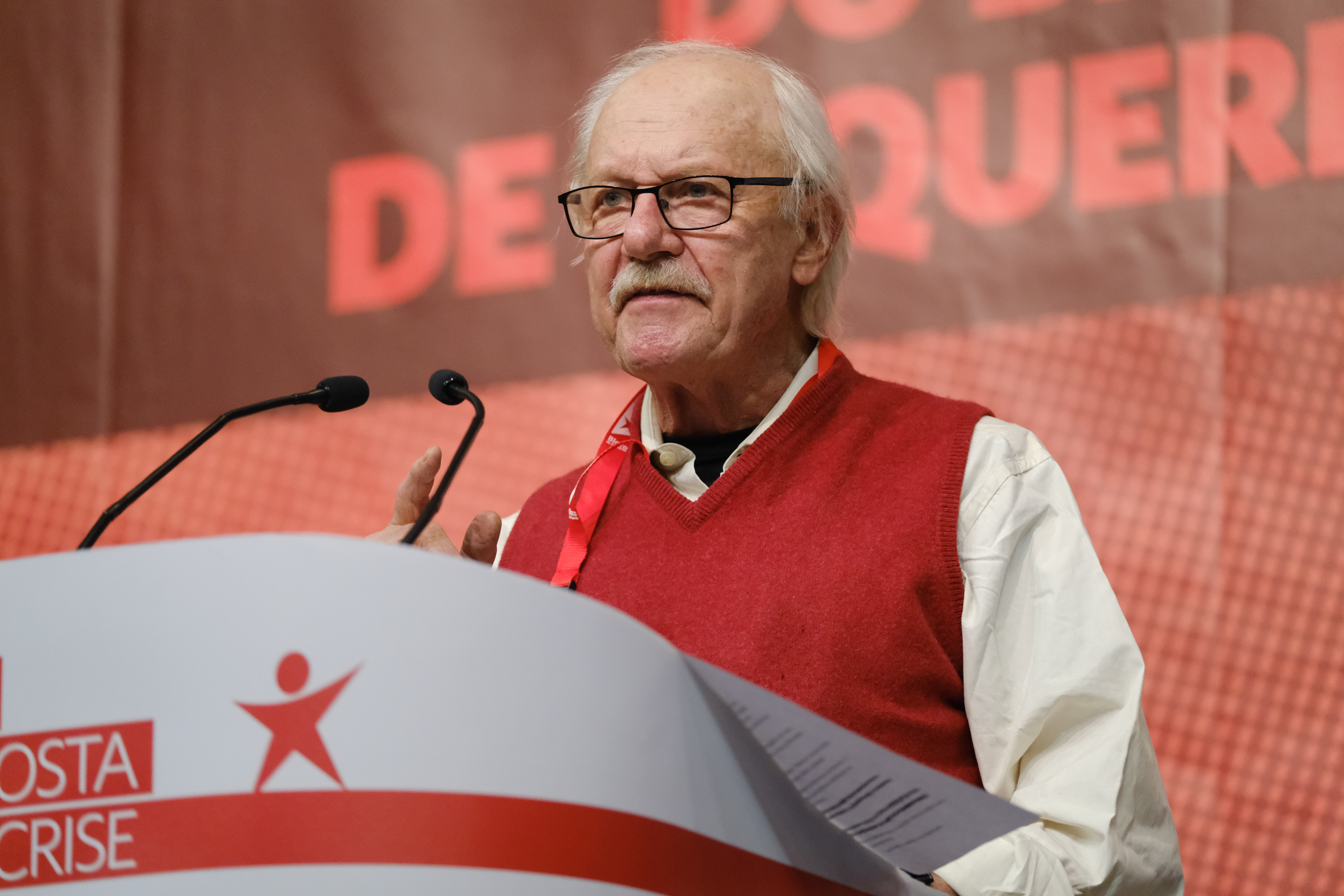
Mário Tomé na XII Convenção do Bloco de Esquerda, em 2021

Mário António Baptista Tomé MSCG (Estremoz, 30 de setembro de 1940), também conhecido como «Major Tomé», é um militar e político português.

## Biografia
Frequentou a Academia Militar, tendo aí ingressado em 1957. Participou na Guerra Colonial Portuguesa tanto na Guiné Portuguesa, como em Moçambique no período compreendido entre 1963 e 1974, num total de quatro comissões. Nesta última colónia foi o mais destacado militar do Movimento dos Capitães.
Na última comissão, na Guiné, sob o comando de Spínola, em 1970, requereu a demissão de oficial das Forças Armadas invocando total desacordo com a prossecução da guerra e com os motivos para ela invocados, assim como total oposição à política do Governo. A resposta resumiu-se, um ano depois, a um lacónico "indeferido".
Durante o PREC foi subscritor do Documento do COPCON que confrontou o Documento dos Nove.
Fez parte do Movimento das Forças Armadas, tendo sido preso depois do Golpe do 25 de Novembro como outros militares do COPCON.
Libertado em 23 de abril de 1976, ficou na situação de residência fixa até ser passado compulsivamente à reserva em 1984.
Integrou a Comissão Política da candidatura de Otelo Saraiva de Carvalho à Presidência em 1976.
Foi defensor, em sede de Conselho Superior de Disciplina da Força Aérea do Sargento FA e advogado Dr. António Reis.
Foi promovido ao posto de Coronel ao abrigo da lei 43/99, posto mínimo que lhe competiria por diuturnidade na carreira das armas.
Como político, fez parte da União Democrática Popular, tendo sido eleito deputado por aquela organização em duas eleições: as intercalares de 1979 e as de 1980 e, num acordo com o PCP, nas eleições de 1991. Atualmente pertence ao Bloco de Esquerda e é dirigente da Associação Política UDP.

## Condecorações
- Medalha de 2.ª Classe da Cruz de Guerra de Portugal (? de ? de 19??)
- Grande-Oficial da Ordem da Liberdade (19 de agosto de 2021)[2]